# Rio Negro (fiume Uruguay)
Il Rio Negro è un fiume dell'Uruguay, affluente del fiume Uruguay. Nasce a Bagé (in Brasile) e sfocia nel Río de la Plata.
Il corso di questo fiume divide il nord del paese dal sud; alla sua foce è posizionata una diga per la produzione di energia elettrica.